# Club Mercedes
El Club Mercedes es un club de fútbol argentino, de la ciudad de Mercedes, en la Provincia de Buenos Aires. Es el club deportivo más antiguo de la Argentina entre los que perduran hasta hoy en día considerando los que actualmente juegan al fútbol. Su fundación es el 12 de mayo de 1875 por el Dr. Manuel Lanchenhein. En abril de 2022, fue invitado a disputar los torneos de la AFA y ha sido habilitado para competir en el torneo de la Primera D, quinta categoría para los clubes directamente afiliados. Desde 2024 juega en la Primera C tras su unificación con la Primera D.
En sus primeros años, la actividad del club se centraba principalmente en las actividades sociales como reuniones y bailes. En el año 1935, el Club Social y el Club Deportivo Mercedes se fusionan dando lugar al actual Club Social Mercedes y el comienzo a las actividades deportivas en el club.

## Historia
Fue fundado por el Dr. Manuel Lanchenhein con el nombre de Club Social el 12 de mayo de 1875, con sede en las calle 29 y 20. Fue la institución que representó a las familias
"tradicionales" de Mercedes. En su sede se realizaban reuniones, conferencias, banquetes y bailes, para lo cual contaba con un lujosamente decorado salón.
En 1935, el Club Social se fusionó con el Club Deportivo, fundado en 1922, dando origen al actual Club Mercedes.
Entre 1980 y 1986, estuvo fusionado con el club Del Progreso, formando a Mercedes del Progreso. La fusión consiguió hacerse de 3 títulos de la Liga, los primeros de Mercedes.
Sus colores tradicionales son el blanco y el negro. Es el más campeón de su liga obteniendo 24 torneos. De esta manera clasificó al Torneo Argentino C en varias oportunidades y al Torneo Argentino B en otras. Además de fútbol en el club se practica tenis, patín, básquet, vóley, hockey y natación.

## Fútbol

### Inicios
El fútbol y los deportes en general llegan al club mediante Mercedes, un club deportivo fundado en 1922. En 1934, el club social y el club deportivo se fusionan en el Club Mercedes.

### Llegada a la AFA
El Torneo del Interior fue un campeonato de fútbol de tercera división que se disputó entre 1986 y 1995, a nombre de Martín Juárez y agrupó, antes de la ronda final, a los clubes indirectamente afiliados a la AFA provenientes de las ligas regionales de las provincias de Argentina.
Club Mercedes debutaría en el Torneo del interior 1987/1988 integrando la zona 4 de la etapa Provincial de Buenos Aires, debutando de local con un empate 1x1 frente a Santa Elena (Luján), luego cayendo 1 a 0 contra Villa Vallier en Escobar, tras el duro comienzo el blanquinegro se acomodaría en la cancha del parque municipal con un rotundo 5a0 sobre Unión Progresista de Los Cardales, 1a1 con Villa Lenci en la plata y un triunfazo por 4 a 2 en Luján frente a Santa Elena. Villa Vallier sería la siguiente víctima con un 2 a 0 en Mercedes luego el viaje a Los Cardales por un 3 a 0 frente a Unión Progresista y cerrar punteros en la zona con 1a1 con Villa Lenci (La Plata).
Región Bonaerense
Subzona A

### Tabla de posiciones final
| Pos. | Equipo                                       | Pts. | PJ | PG | PE | PP | GF | GC | Dif. |
| ---- | -------------------------------------------- | ---- | -- | -- | -- | -- | -- | -- | ---- |
| 01.º | Argentino Oeste (San Nicolás de los Arroyos) | 7    | 6  | 2  | 3  | 1  | 9  | 7  | 2    |
| 02.º | Mercedes (Mercedes)                          | 7    | 6  | 3  | 1  | 2  | 7  | 8  | −1   |
| 03.º | Sportivo Baradero (Baradero)                 | 6    | 6  | 2  | 2  | 2  | 0  | 0  | 0    |
| 04.º | Provincial (Pergamino)                       | 4    | 6  | 2  | 0  | 4  | 0  | 0  | 0    |

|  | Clasificado a la Ronda Final |

El equipo de fútbol actualmente se encuentra participando en la primera D al que llegó la temporada 2022 por una reestructuración de la AFA. En 2012 debutó en la Copa Argentina pero fue eliminado en la primera ronda de la fase inicial.
A principio del 2013 Club Mercedes decidió bajarse de la segunda parte del Argentino B por la falta de jugadores y cuerpo técnico.
Ya en 2014 el club retorno al Argentino C de la mano de Gabriel Lima y Diego Silvestre, con jugadores de gran renombre, Mercedes se quedó en las puertas del ascenso al Argentino B perdiendo en la final ante Sportivo Baradero por 1 a 0 de local y 4 a 1 de visitante.
En 2016 el club retorno al Federal C para afrontarlo de la mano de Gabriel Lima, quedándose eliminado en primera ronda con jugadores de gran renombre como Daniel Muñoz, Walter Díaz, Alejandro Calabria, entre otros.
En la temporada 2017 del Torneo Federal B participó por invitación al reorganizarse el torneo. Previamente el mismo año alcanzó las fases finales del Torneo Federal C 2017. El cuerpo técnico estuvo conformado por Walter Díaz (D.T), Adrián Brito (A.C), Nicolás Borrasca (P.F) y Marcos Ramponi (P.F), con el jugador Román Díaz siendo el capitán, emblema y líder del equipo.
En la actualidad se encuentra disputando el torneo clausura de la Primera C 2024.

## Uniforme
- Uniforme titular: camiseta a rayas verticales negras y blancas, pantalón negro con un poco de blanco en la parte trasera y medias negras, con blanco en la parte inferior.
- Uniforme alternativo: Camiseta celeste, pantalón blanco y medias blancas.

## Plantel 2024
- Actualizado el 15 de diciembre de 2024

## Datos del club
- Liga Mercedina (19): 1981, 1984, 1985, 1986, 1987, 1988, 1989, 1990, 1991, 1992, 1993, 1996, 1997, 2000, 2001, 2002, 2004, 2005, 2006, 2010, 2011, 2015 y 2019.

- Torneo Provincial (1): 1993.
- Torneo Regional: 1982, 1984-85
- Copa Argentina: 2012-13

- Temporadas en Primera División: 0
- Temporadas en Segunda División: 0
- Temporadas en Tercera División: 6
  - Torneo del Interior: 1987-88, 1988-89, 1990-91, 1991-92, 1992-93, 1993-94
- Temporadas en Cuarta División: 12
  - Torneo Argentino B: 1996-97, 1997-98, 1998-99, 2001-02, 2002-03, 2003-04, 2012-13
  - Torneo Federal B: 2017
  - Torneo Regional Federal Amateur: 2019, 2020
  - Primera C: 2024, 2025
- Temporadas en Quinta División: 12
  - Torneo del Interior: 2006, 2007, 2008, 2009, 2010, 2011, 2012, 2014
  - Torneo Federal C: 2016, 2017
  - Primera D: 2022, 2023

## Palmarés
- Liga Mercedina:
  - Como Club Mercedes del Progreso: 3
  - Como Club Mercedes: 21